# Perenjori
Perenjori is een plaats in de regio Mid West in West-Australië.

## Geschiedenis
John Forrest verkende de streek in 1869. In 1894 werd er goud ontdekt. Dan Woodall was de eerste Europeaan die zich in de streek vestigde. In 1905 leidde hij er het Perangery Station.
In april 1913 werd beslist een nevenspoor ('siding') langs de in 1915 te openen spoorweg tussen Wongan Hills en Mullewa Perenjori te noemen. Perenjori is afgeleid van de Aboriginesnaam van een nabijgelegen waterbron. In 1915 besliste de overheid er een dorp te ontwikkelen. Op 16 februari 1916 werd het dorp Perenjori officieel gesticht.
Het 'Perenjori Hotel' werd in 1919 gebouwd, het politiekantoor in 1926, de gemeenschapszaal met de kantoren van het lokale bestuur in 1929, het postkantoor in 1930 en de 'St Joseph's Church' in 1937. In 1985 werd een nieuw politiekantoor geopend.

## Beschrijving
Perenjori is het administratieve en dienstencentrum van het lokale bestuursgebied (LGA) Shire of Perenjori, een landbouwdistrict. Het is een verzamel- en ophaalpunt voor de oogst van de in de streek bij de Co-operative Bulk Handling Group aangesloten graanproducenten.
Het dorp heeft een bibliotheek, een basisschool, een gemeenschapszaal, een zwembad en enkele andere sportfaciliteiten. In 2021 telde het 259 inwoners, tegenover 260 in 2006.

## Transport
Boogardie ligt 340 kilometer ten noordnoordoosten van de West-Australische hoofdstad Perth, 200 kilometer ten oostzuidoosten van Geraldton en 85 kilometer ten noordnoordwesten van het aan de Great Northern Highway gelegen Wubin.
De spoorweg in Perenjori maakt deel uit van het goederenspoorwegnetwerk van Arc Infrastructure.
Net ten noorden van het dorp ligt een startbaan: Perenjori Airport (ICAO: YPJI).

## Toerisme
Het 'Perenjori & Districts Tourist Centre' biedt informatie over onder meer onderstaande bezienswaardigheden:
- het Pioneer Museum,
- de Monsignor Hawes Church,
- de John Forrest Lookout,
- enkele wandelingen waaronder de The Camel Soak Walk, de Rabbit Proof Fence Walk, de Latham Wildflower Walk en de Caron Rail Trail,
- de Wildflower Way.

## Externe links

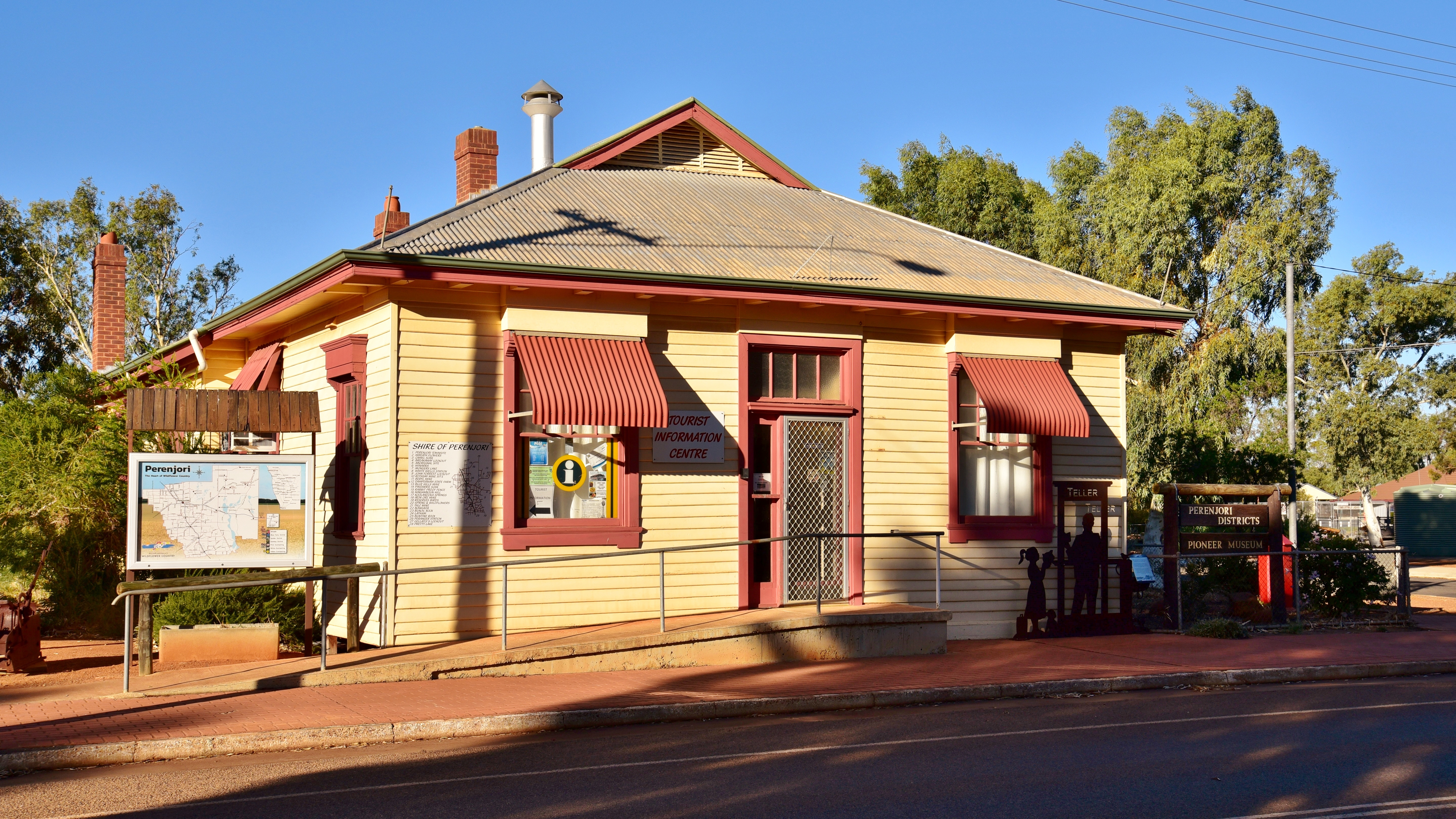
'Visitor Centre' en 'Pioneer Museum'
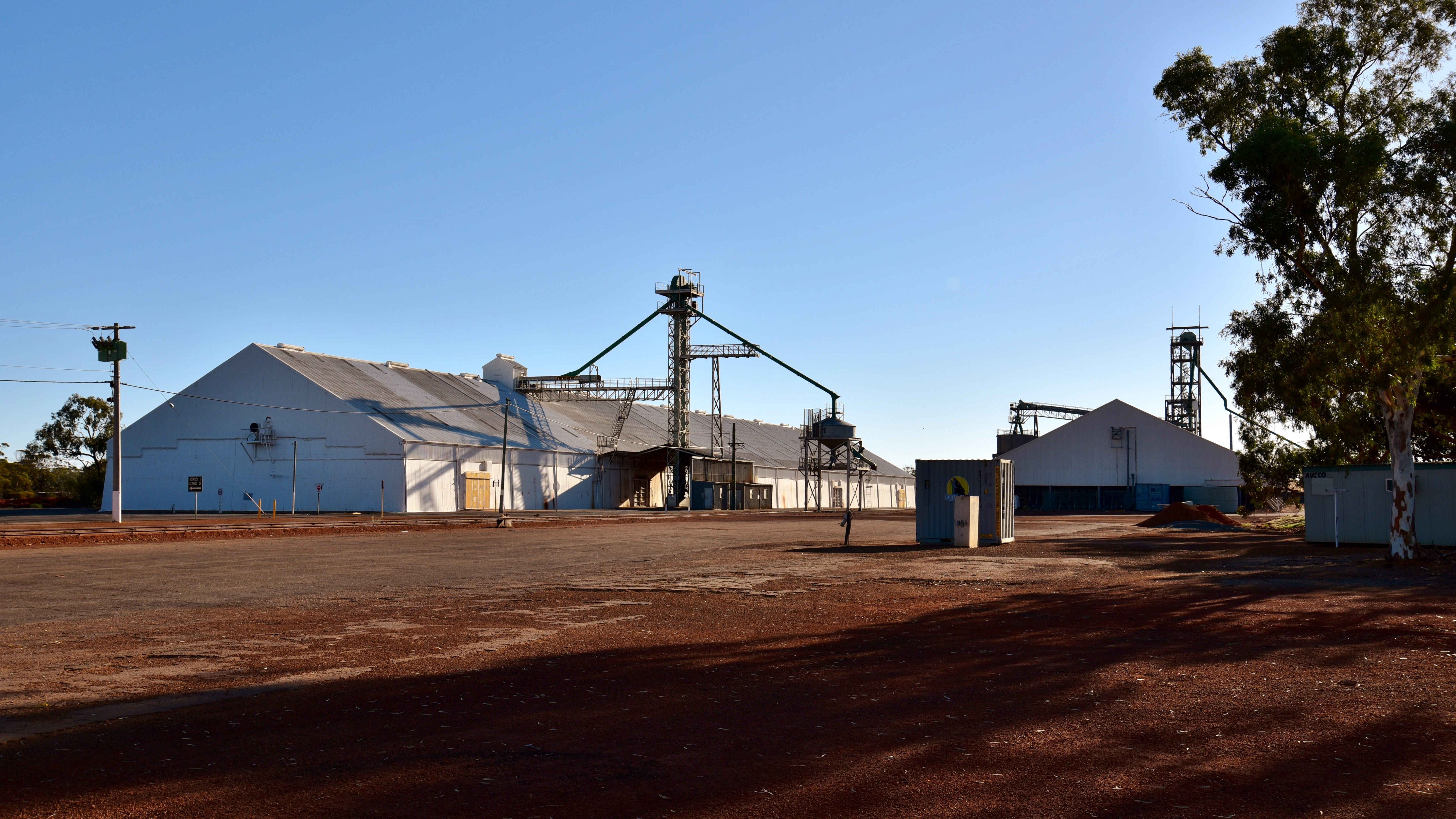
CBH Group graanverzamelpunt
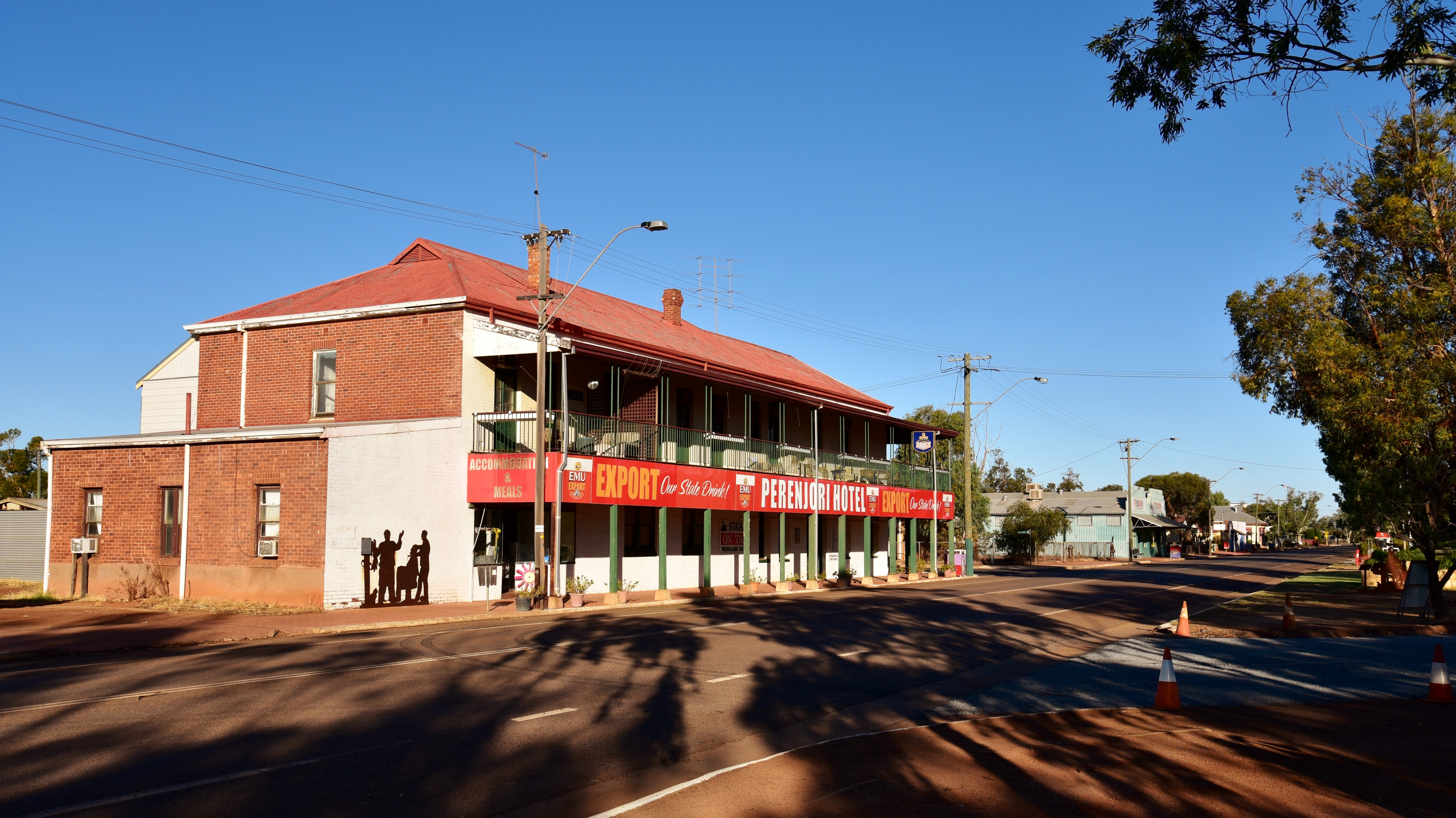
Perenjori Hotel
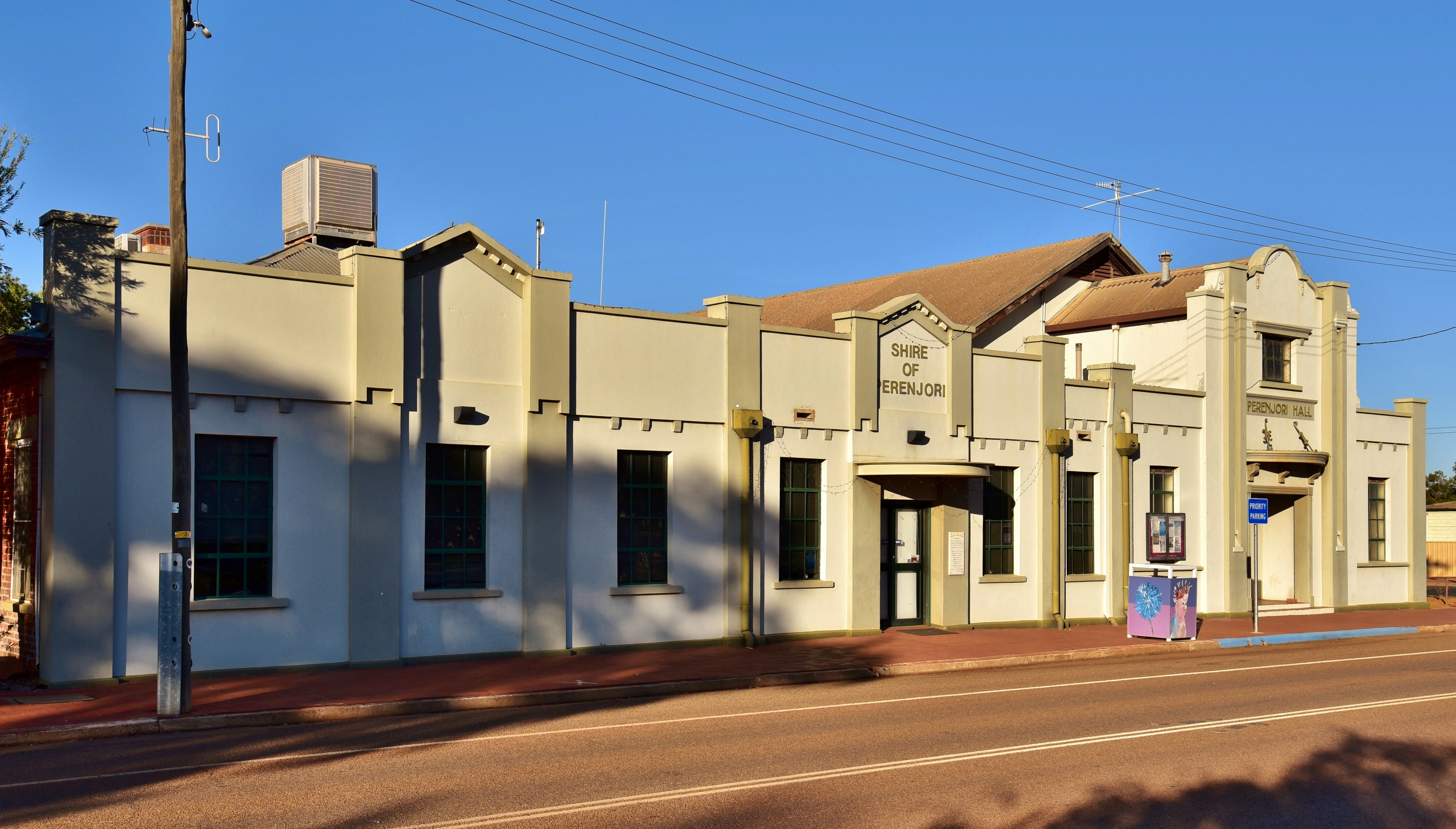
Gemeenschapszaal en kantoren Shire of Perenjori
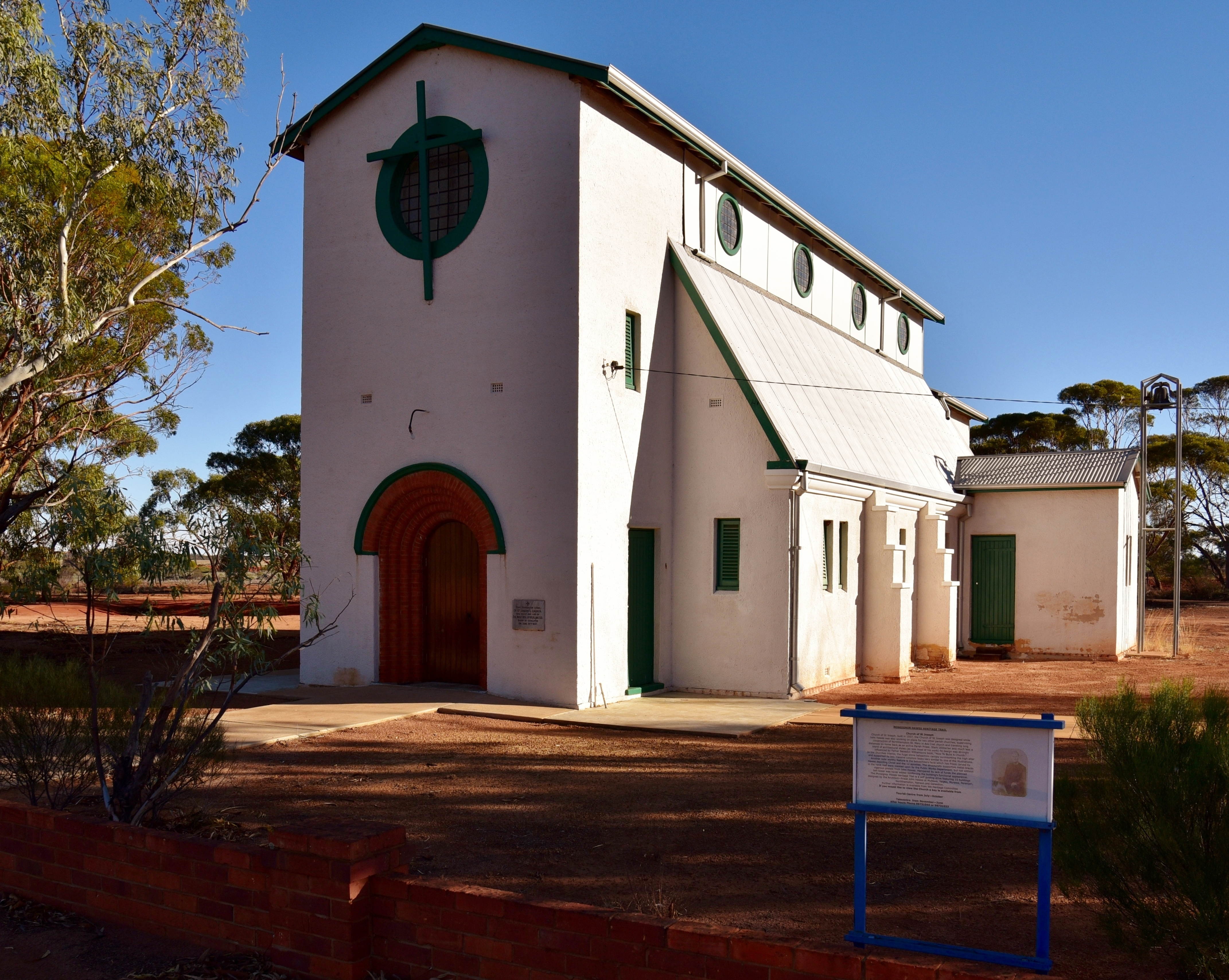
St Joseph's Church
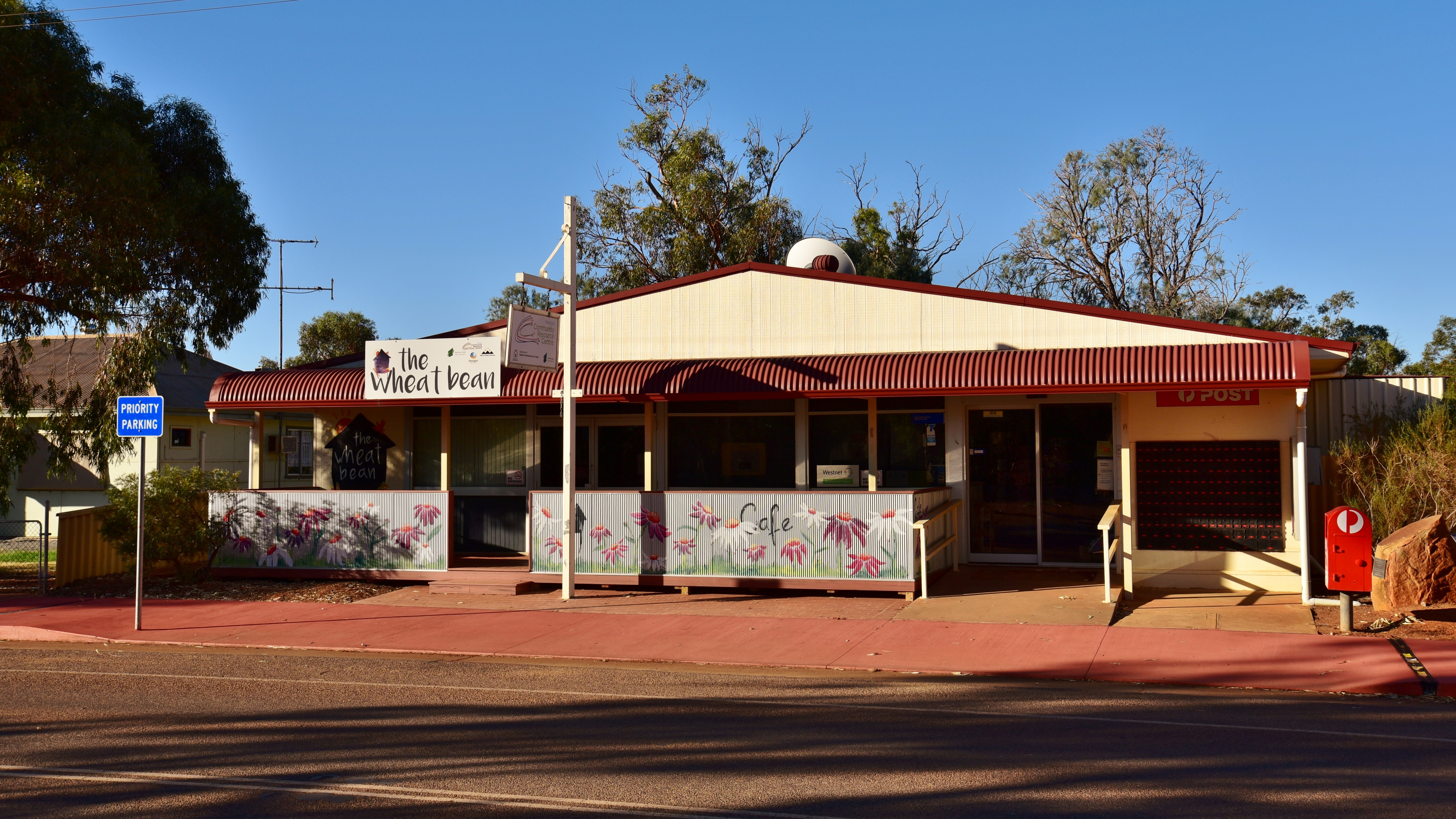
CRC en postkantoor

## Klimaat
Boogardie kent een warm steppeklimaat, BSh volgens de klimaatclassificatie van Köppen. De gemiddelde jaarlijkse temperatuur bedraagt er 19,7 °C en de gemiddelde jaarlijkse neerslag 312 mm.